# Torbjörn Carlsson
Torbjörn Carlsson, född 1954, är en svensk gitarrist, kompositör och musikproducent. Han samarbetade under omkring 20 år med Björn J:son Lindh. De har tillsammans spelat på flera musikalbum och givit konserter i olika sammanhang.

## Diskografi
- Den Nakna Sanningen, 1996
- Mannen, 1999
- Inner Beauty, 2001 (med Björn J:son Lindh)
- Revolt, 2004 (med Thorwald Olsson)
- Presence, 2005
- Vinterhamn, 2005 (med Ted Ström, Björn J:son Lindh, Marie Nordenmalm, Nora Kammarkör (tidigare Gyttorpskören) och Nora Kyrkokör)
- Clarity, 2007 (med Malin Trast och Björn J:son Lindh)
- Skymningsglöd, 2010 (med Malin Trast, Björn J:son Lindh och Marie Nordenmalm)
- Why Not, 2013 (med Jenny Ekelund)
- Blommorna, 2013 (med Stefan Blomquist, Björn J:son Lindh och Dan Magnusson)
- Finlir, 2014
- Dedication, 2015 (med Björn J:son Lindh, Stefan Blomquist, Åsa Hagerfors m fl)
- Helikons Blomster 2021 m Olli Strömberg. Lars Larsson,Åsa Hagerfors,Stefan Blomquist,Carl Höjdén,Malin Trast.
- Skiften 2022 Ted Ström, Albin Ström, Johan Ström, Stefan Blomquist, Anders Jormin  m fl
- The Lady 2023 Åsa Hagerfors, Stefan Blomquist, Anders Jormin, Björn J:son Lindh m fl